# 大村紫真
SHIMA（2003年3月6日 - ）は、日本の女性シンガーソングライターである。2020年現在の所属事務所は株式会社Lovers。

## 経歴
女子高生ミスコン2019ファイナリスト。